# 자쪽손목굽힘근
자쪽손목굽힘근(flexor carpi ulnaris, FCU) 또는 척측수근굴근(尺側手根屈筋)은 아래팔앞칸의 근육으로, 수축했을 때 손목관절의 굽힘과 모음을 일으킨다.

## 구조
자쪽손목굽힘근은 위팔갈래(humeral head)와 자갈래(ulnar head), 두 갈래로 일어난다. 위팔갈래는 온굽힘근힘줄을 통해 위팔뼈의 안쪽위관절융기에서 기시한다. 자갈래는 자뼈의 팔꿈치머리 안쪽 모서리에서 온굽힘근힘줄을 형성하면서, 그리고 자뼈 뒷면의 위쪽 2⁄3에서 널힘줄로 기시한다. 위팔갈래와 자갈래 사이로 자신경과 자동맥이 지나간다.
닿는곳은 콩알뼈이며, 콩알뼈에서 인대가 연장되어 (콩알갈고리인대를 통해) 갈고리뼈갈고리, (콩알손허리인대를 통해) 다섯째손허리뼈 바닥의 앞면에 닿는다.

### 신경 분포
자신경의 지배를 받는다. 대응하는 척수신경은 C8, T1이다.

### 힘줄
자쪽손목굽힘근의 힘줄은 아래팔 먼쪽 앞면에서 관찰할 수 있다. 아래팔 먼쪽의 손목 바로 위에서 두 개 내지는 세 개의 힘줄이 육안으로 관찰된다. 그중 자쪽손목굽힘근의 힘줄은 가장 안쪽, 즉 새끼손가락에 가장 가까운 힘줄이다. 가장 가쪽의 힘줄은 노쪽손목굽힘근의 힘줄이며, 중간의 것은 (항상 존재하지는 않지만) 긴손바닥근 힘줄이다.

### 변이
두 개의 자쪽손목굽힘근이 존재할 수 있으며 이때 다른 변이를 종종 동반하기도 한다.

## 임상적 중요성
자쪽손목굽힘근 위팔갈래와 자갈래의 널힘줄에 자신경이 포착되면서 팔꿉굴 증후군이 발생할 수 있다.
자쪽손목굽힘근의 힘줄은 힘줄이식에 쓰이기도 한다.

## 추가 이미지

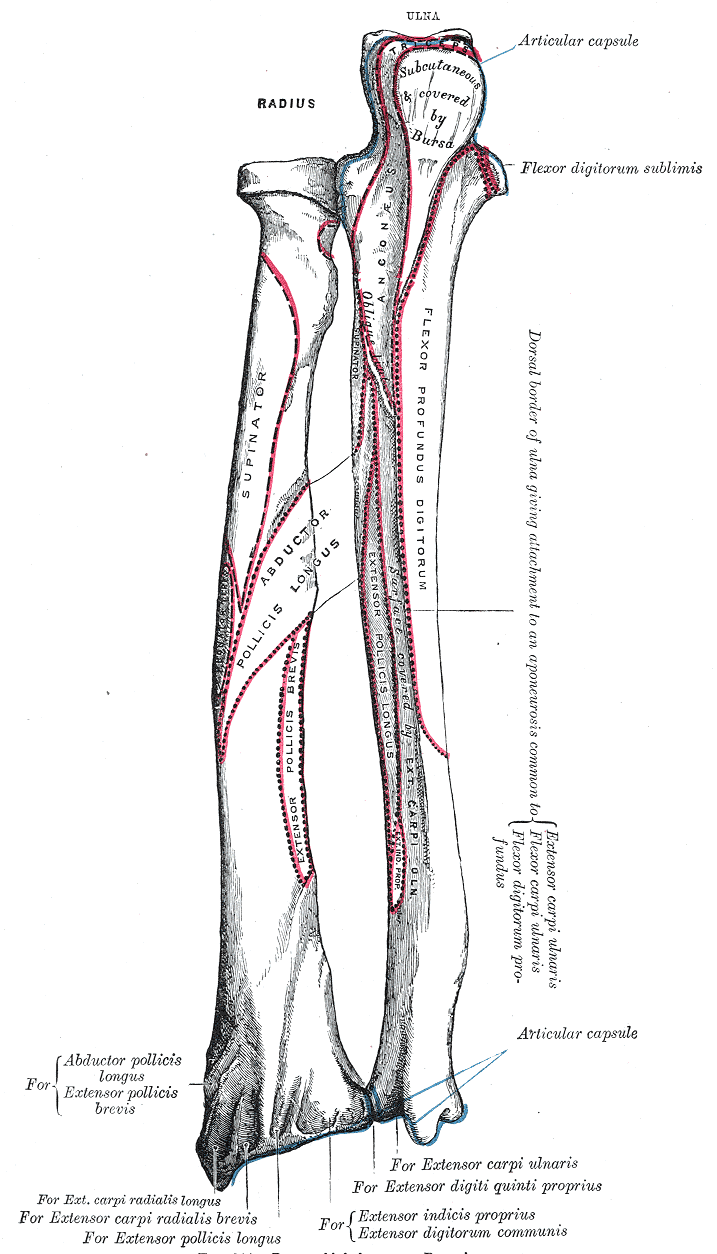
왼쪽 아래팔의 뼈를 뒤에서 본 모습
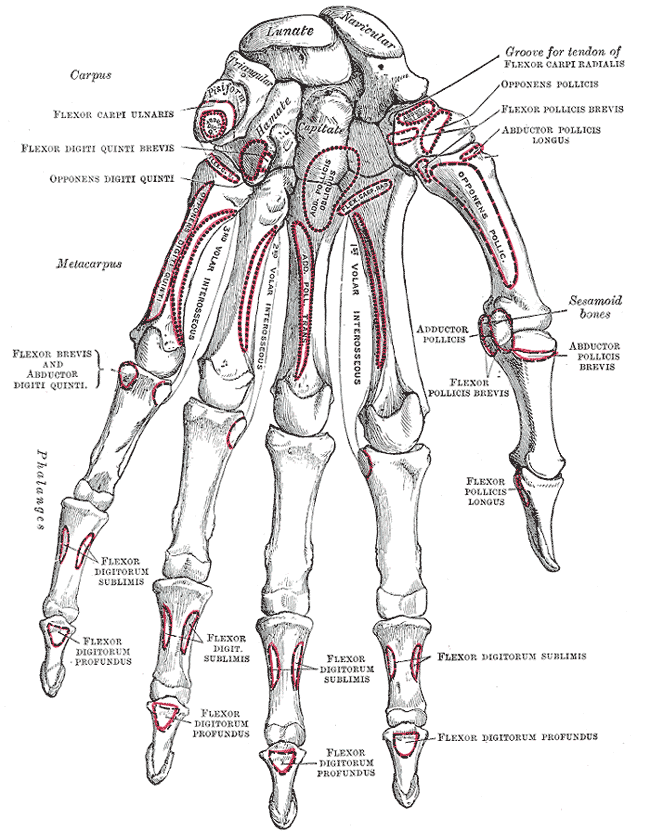
왼손의 뼈를 손바닥 쪽에서 본 모습. 자쪽손목굽힘근이 닿는곳인 콩알뼈, 갈고리뼈, 다섯째손허리뼈를 볼 수 있다.
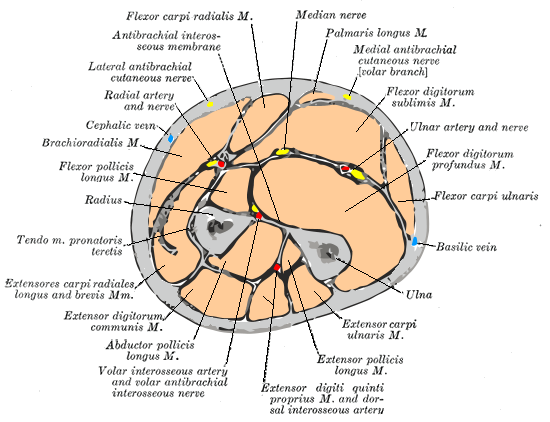
아래팔 중간부의 단면
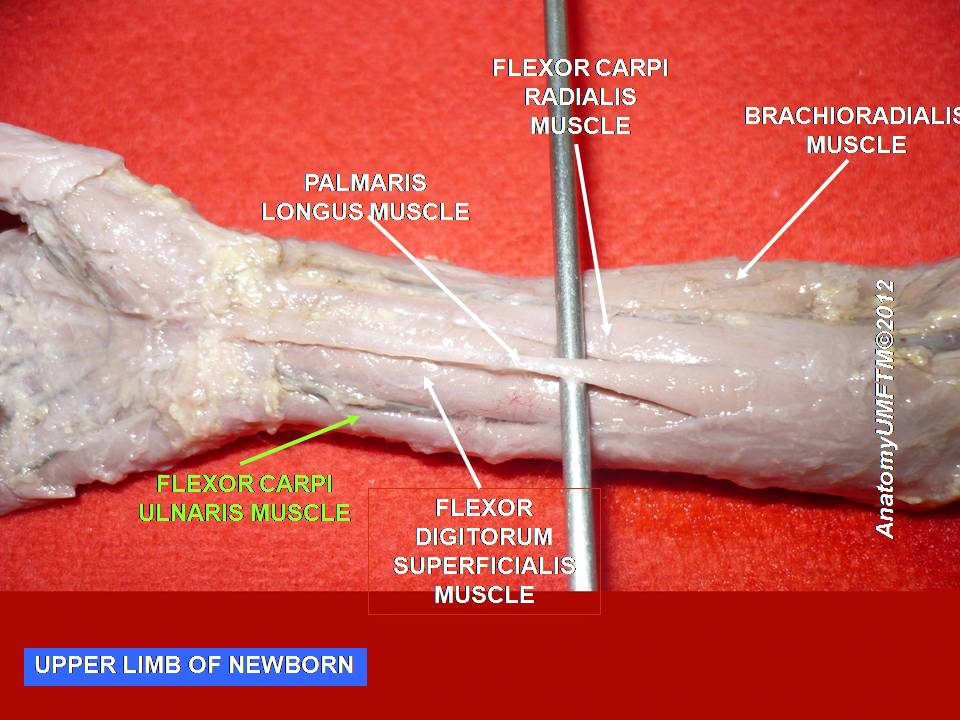
자쪽손목굽힘근

## 참고 문헌
이 문서는 현재 퍼블릭 도메인에 속하는 그레이 해부학 제20판(1918) page 447의 내용을 기초로 작성된 글이 포함되어 있습니다.
1. 1 2  Kunc, Vojtech; Stulpa, Michal; Feigl, Georg; Kachlik, David (2019년 5월 29일). “Accessory flexor carpi ulnaris muscle with associated anterior interosseous artery variation: case report with the definition of a new type and review of concomitant variants”. 《Surgical and Radiologic Anatomy》 41 (11): 1315–1318. doi:10.1007/s00276-019-02261-4. ISSN 0930-1038. PMID 31144008. S2CID 169032218.